# السفارة السعودية في جنوب إفريقيا
سفارة المملكة العربية السعودية في جمهورية جنوب أفريقيا، هي بعثة دبلوماسية سعودية تقع في العاصمة بريتوريا  ويترأس البعثة سفير خادم الحرمين الشريفين سلطان بن عبد الله العنقري.

## وصلات خارجية
- موقع سفارة المملكة العربية السعودية السعودية في جنوب أفريقيا
- وزارة الخارجية السعودية (بالعربية)
- Ministry of Foreign Affairs of Kingdom of Saudi Arabia (بالإنجليزية)